# Supercoppa di Lega Pro 2015
La Supercoppa di Lega Pro 2015 è stata la 16ª edizione della Supercoppa di Serie C. Il torneo è un triangolare dove si affrontano le vincitrici dei tre gironi della Lega Pro 2014-2015. L'edizione venne vinta dal Novara per la seconda volta nella sua storia.

## Squadre partecipanti
Le squadre partecipanti all'edizione 2015:
- Novara Vincitrice girone A di Lega Pro 2014-2015
- Teramo Vincitore girone B di Lega Pro 2014-2015
- Salernitana Vincitrice girone C di Lega Pro 2014-2015

## Formula
La nuova formula per il triangolare, prevede le seguenti regole:
- 1ª giornata: la squadra che riposa nella prima giornata viene decisa da un sorteggio, e dallo stesso viene sorteggiata la prima squadra destinata a giocare in trasferta.
- 2ª giornata: alla seconda giornata si affrontano la squadra che ha riposato e quella che perde la prima gara o, in caso di pareggio, quella che ha giocato la prima gara in casa.
- 3ª giornata: si affrontano le due squadre non incontratesi nelle due giornate precedenti.

La squadra che si piazza al primo posto viene designata vincitrice del trofeo. In caso di arrivo a pari punti, valgono le seguenti regole:
1. differenza reti nelle gare del proprio girone;
2. maggior numero di reti segnate nelle gare del proprio girone;
3. maggior numero di reti segnate nella gara esterna del proprio girone;
4. sorteggio.

## Incontri
| Arbitro: | Marini (Roma 1) |

|                                    |           |                             |
| Evacuo 49’ (rig.), 76’ Corazza 72’ | Marcatori | 13’ Favasuli 57’ Gabionetta |

| Arbitro: | Caso (Verona) |

|                                       |           |           |
| Gabionetta 1’ Cristea 48’ Lanzaro 63’ | Marcatori | 41’ Fiore |

| Arbitro: | Fiore (Barletta) |

|              |           |               |
| Lapadula 37’ | Marcatori | 86’ Buzzegoli |

## Classifica
La classifica finale:
| Squadra     | P.ti | G | V | N | P | GF | GS | DR |
| ----------- | ---- | - | - | - | - | -- | -- | -- |
| Novara      | 4    | 2 | 1 | 1 | 0 | 4  | 3  | +1 |
| Salernitana | 3    | 2 | 1 | 0 | 1 | 5  | 4  | +1 |
| Teramo      | 1    | 2 | 0 | 1 | 1 | 2  | 4  | -2 |